# ASH-78 Tip-2
Le fusil-mitrailleur ASH-78 Tip-2 est la version albanaise du RPK soviétique

## Histoire
L'armée albanaise a d'abord perçu des mitrailleuses légères RPD ( Union soviétique, puis des Type 56 ( Chine).

## Caractéristiques du fusil-mitrailleur ASH-78 Tip-2
- Munition : 7,62 × 39 mm
- Cadence de tir : 600 coups/min
- Portée efficace : 600 m
- Alimentation : 
  - chargeur cintré de 30 cartouches
  - chargeur tambour de 75  cartouches
- Longueur : 1 040 mm
- Masse à vide : 5 kg
- Masse avec chargeur tambour de 75 cartouches engagé : 7,1 kg

## Le Fusil-mitrailleur Type 78 au combat
A travers le pillage des entrepôts des Forces armées albanaises au début des années 1990 et le trafic d'armes, cet « RPK albanais » a servi lors des :
- Guerre de Croatie
- Guerre de Bosnie-Herzégovine
- Guerre du Kosovo
- Insurrection albanaise de 2001 en Macédoine

## Sources
Cette notice est issue de la lecture des monographies spécialisées de langue française suivantes :
- J. Huon, Histoire du Kalasnikov, ETAI, 2011
- J. Huon, Encyclopédie mondiale de l'armement, tome 1, Grancher, 2011